# Beluso
Beluso (llamada oficialmente Santa María de Beluso) es una parroquia del municipio español de Bueu, en la provincia de Pontevedra, Galicia.

## Toponimia
La parroquia también es conocida por el nombre de Santa María P. de Beluso.

## Geografía
El punto más occidental de la parroquia y del concello es Cabo Udra que separa las rías de Pontevedra y de Aldán, que pertenece a la ZEPA Entorno Marino de las Rías Baixas (IBA) y al LIC Cabo Udra, dentro de la Red Natura 2000.

## Organización territorial
La parroquia está formada por catorce entidades de población:
- A Achadiza
- A Costa de Figueirón
- A Praia de Beluso
- A Roza
- A Rúa Nova de Baixo (A Rúa Nova de Abaixo)
- A Rúa Nova de Riba (A Rúa Nova de Arriba)
- A Sanamedio (San Amedio) (Sanamedio)
- Bon de Baixo (Bon de Abaixo)
- Bon de Riba (Bon de Arriba)
- Chan de Piñeiro
- Montemogos
- O Cabalo
- Sar
- Vilar

## Demografía
| Gráfica de evolución demográfica de Beluso entre 2000 y 2023 |
|                                                              |
| Datos según el nomenclátor publicado por el INE.             |